# CBS Studio Center
Ne doit pas être confondu avec CBS Television City ou CBS Columbia Square.
CBS Studio Center est un studio de tournage destiné aux productions cinématographique et télévisuelles situé à Los Angeles et géré par ViacomCBS. De nombreuses émissions et séries ont été et sont enregistrées dans ce studio.
Il existe un autre studio de CBS à Los Angeles, CBS Television City, destiné lui uniquement à la télévision. Le studio CBS Columbia Square était lui destiné à la radio jusqu'en 2007 et aux premières émissions de télévision entre 1949 et 1952.

## Historique

### De Sennett à Republic Pictures
En mai 1928, le producteur et réalisateur Mack Sennett s'installe dans la vallée de San Fernando et construit un studio de cinéma à ce qui deviendra l'intersection de Ventura Boulevard et Radford Avenue. Il l'appelle Studio City, nom qui sera donner à ce quartier de Los Angeles, Studio City.
Cinq ans après son installation, Sennett est contraint à la faillite et revend le terrain à la société Mascot Pictures qui renomme le studio à son nom pour y tourner ce qui est sa spécialité, des serials du samedi après-midi.
En 1935, Mascot, Monogram Pictures et Consolidated Film Corporation fusionnent pour créer Republic Pictures, le terrain est alors rebaptisé Republic Studios. La production est spécialisée dans les films de série B et les westerns avec en vedette Roy Rogers, Gene Autry ou John Wayne.
Dans les années 1950, Republic loue une partie du studio à Revue Productions, une filiale de MCA spécialisée dans la production de séries télévisées. En 1958, Republic Pictures cessent ses productions et revend son catalogue de films à National Telefilm Associates en 1959.

### Les studios CBS
En mai 1963, Columbia Broadcasting System se lance dans la production de film et devient le premier locataire des studios. Alors qu'un est encore loué par CBS, le nom du studio de 70 acres (28 ha) devient CBS Studio Center et le conservera après son rachat en février 1967 pour 9,5 millions de $ par CBS. La chaîne de télévision construit de nouveaux plateaux, des bureaux et des locaux techniques et pour financer le tout loue à partir de 1970 ses locaux à des producteurs indépendants. 

## Productions

### Cinéma
- La Famille Addams (1991)
- Folies d'avril (April Fools)
- Le Plan B (2010)
- Chicanos, chasseur de têtes (1980)
- Avec ou sans hommes (1995)
- Dr. Dolittle (1998)
- Docteur Dolittle 2 (2001)
- Le Père de la mariée (1991)
- Les Complices (1994)
- Le Mans (1971)
- Little Big Man (1970)
- Mr. Wrong (1996)
- La Guerre des abîmes (1980)
- Scream 3 (2000)
- Jay et Bob contre-attaquent (2001)
- Les Muppets, le film (1979)

### Télévision
- According to Jim
- America's Got Talent
- American gladiators
- Are You Smarter Than a 5th Grader? (first 10 episodes)
- Big Brother
- The Bernie Mac Show
- The Bill Engvall Show
- The Bob Newhart Show
- Baby Daddy (2012–present)
- "Blue Bloods"
- Boston Common
- Campus Show
- Cane
- Capitaine Furillo
- Caroline in the City
- Celebrity Circus
- La Classe (The Class)
- The Cleaner
- Les Enquêtes de Remington Steele
- Les Experts : Manhattan
- Cher oncle Bill (Family Affair)
- Combat ! (Combat!)
- Cybill
- Dave's World
- Doris comédie (The Doris Day Show) (2nd–5th seasons)
- Entertainment Tonight (2008–present)
- Evening Shade
- Falcon Crest
- Femmes d'affaires et dames de cœur (Designing Women)
- The Game
- L'Île aux naufragés (Gilligan's Island)
- Génération Pub (Thirtysomething)
- Girlfriends
- La Grande Vallée (The Big Valley)
- Greek
- Gunsmoke
- Happily Divorced
- Hearts Afire
- Hole in the Wall
- Hôpital St Elsewhere (St. Elsewhere)
- Hot in Cleveland
- Incorrigible Cory (Boy Meets World)
- Infos FM
- The Inside : Dans la tête des tueurs (2008–present)
- The Jeff Foxworthy Show
- The Larry Sanders Show
- Last Man Standing
- Leave It to Beaver (1957–1959)
- Less Than Perfect
- Lou Grant
- Malcolm
- Une maman formidable (Grace Under Fire)
- The Mary Tyler Moore Show
- Max la Menace (Get Smart) (1969–70)
- Million Dollar Password (2008–2009)
- Minute to Win It (2010–present)
- The Moment of Truth
- Les Mystères de l'Ouest
- Mes deux papas (My Two Dads)
- Mes trois fils
- The New WKRP in Cincinnati
- Newhart
- On the Lot (Adrianna Costa-hosted shows)
- Oui, chérie ! (Yes, Dear)
- Parents à tout prix
- Parks and Recreation
- Passions (1999–2008)
- Phyllis
- The Pyramid (2012)
- Rawhide
- Rhoda
- The Rich List
- Rita Rocks (2008–present)
- Rodney
- Roommates
- Roseanne
- Roundhouse
- Samantha qui ?
- The Sarah Silverman Program
- Seinfeld
- So You Think You Can Dance
- Spin City
- Une famille presque parfaite (Still Standing)
- That '70s Show
- That '80s Show
- The Talk
- Titus
- Troisième planète après le Soleil (3rd Rock from the Sun)
- Le Virginien (The Virginian puis The Men from Shiloh)
- The Voice
- The White Shadow
- Unhappily Ever After
- Up All Night
- Voilà !
- Whitney
- Will et Grace